# سانتانا موس
سانتانا موس (بالإنجليزية: Santana Moss)‏ هو لاعب كرة قدم أمريكية أمريكي، ولد في 1 يونيو 1979 في ميامي في الولايات المتحدة.

## وصلات خارجية
- سانتانا موس على موقع الاتحاد الدولي لألعاب القوى (الإنجليزية)
- سانتانا موس على موقع مرجع كرة القدم المحترفة.كوم (الإنجليزية)